# NGC 2941
NGC 2941 (również PGC 27470) – galaktyka spiralna (S), znajdująca się w gwiazdozbiorze Lwa. Odkrył ją Albert Marth 1 kwietnia 1864 roku.